# ブロワイエ・デュ・ポワトゥー

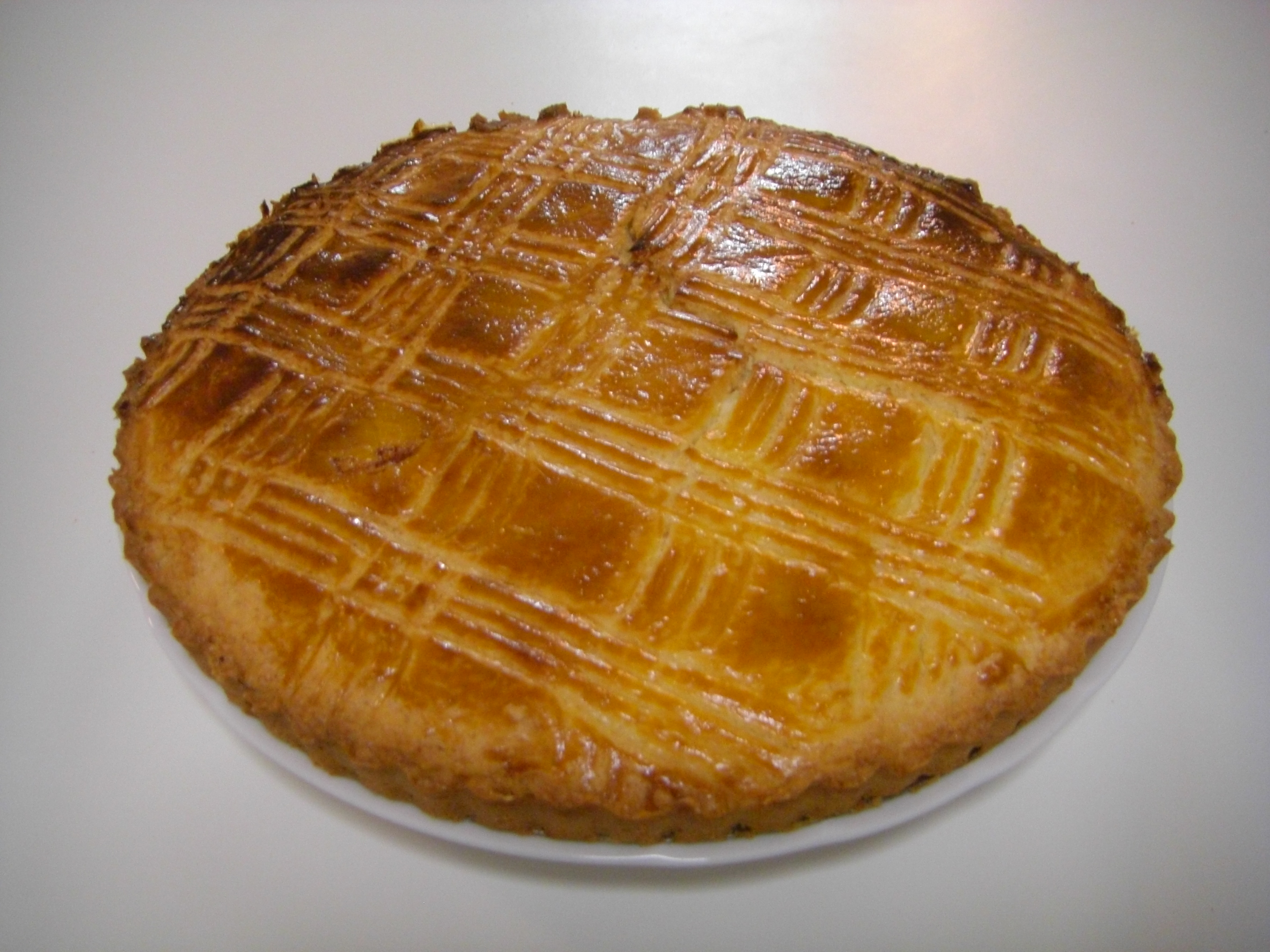
ブロワイエ・デュ・ポワトゥーの例

ブロワイエ・デュ・ポワトゥー（フランス語: broyé du Poitou）またはブロワイエ・ポワトヴァン（フランス語: broyé poitevin）はフランス・ポワトゥー＝シャラント地域圏（現・ヌーヴェル＝アキテーヌ地域圏）北部の伝統的なクッキー菓子。なお、南部ではガレット・シャランテーズが作られてる。
19世紀から食べれられるようになった菓子である。ブロワイエ・デュ・ポワトゥー、ガレット・シャランテーズ、どちらも大判のクッキー菓子であり、かつては祝い事など、家族が集まる際に食されていた。大きさはまちまちではあるが、大きいものは直径1メートルのものもある。
「ブロワイエ」は「砕く」「粉砕する」といった語「broyer」に由来し、大判のクッキーをテーブルに置き、その中心を拳で叩いて砕き割ってから、皆で分けたという伝統に由来する。
今日では、フルーツやカスタードソースを合わせて食される。また、残ったものは翌日の朝食として食べる。